# Palazzo Valenti Gonzaga

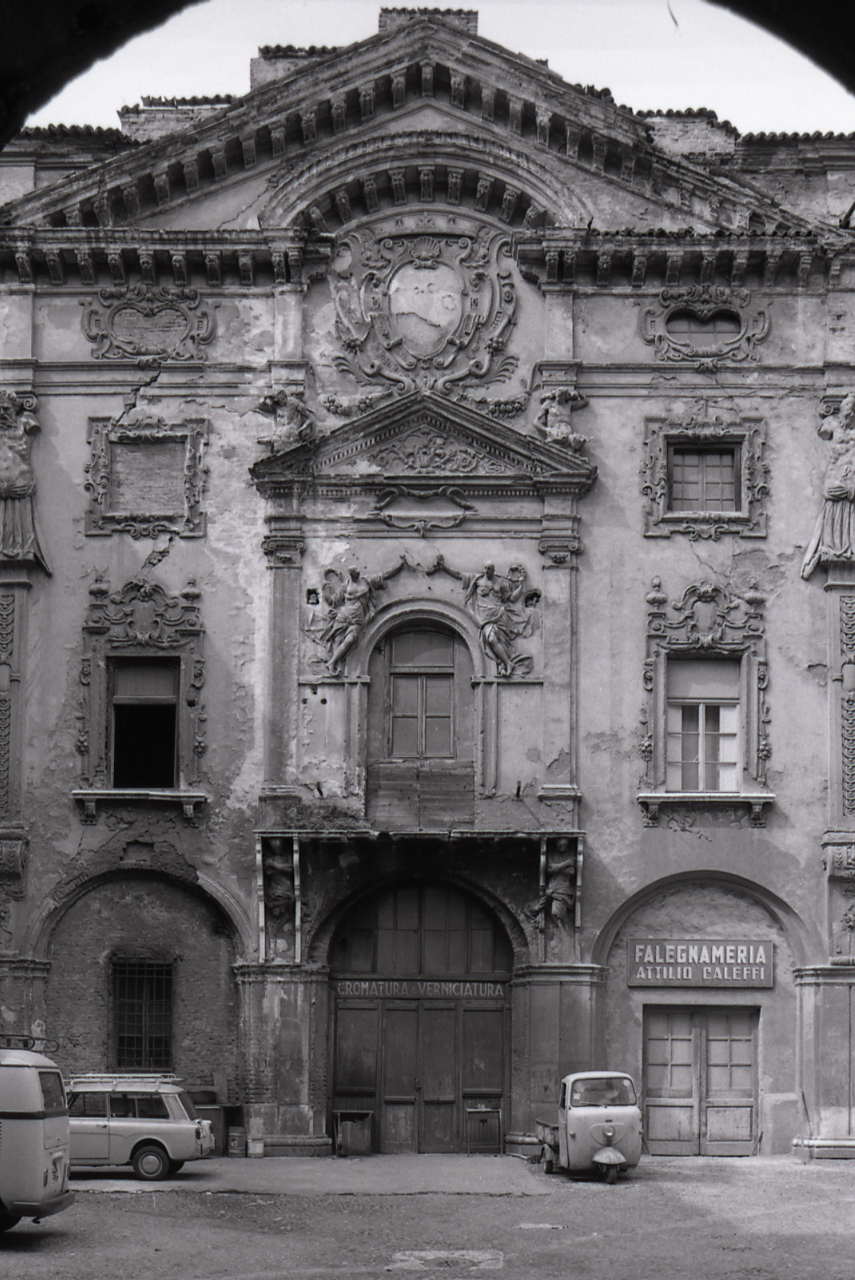
Palazzo Valenti Gonzaga, veduta dal cortile interno. Foto di Paolo Monti

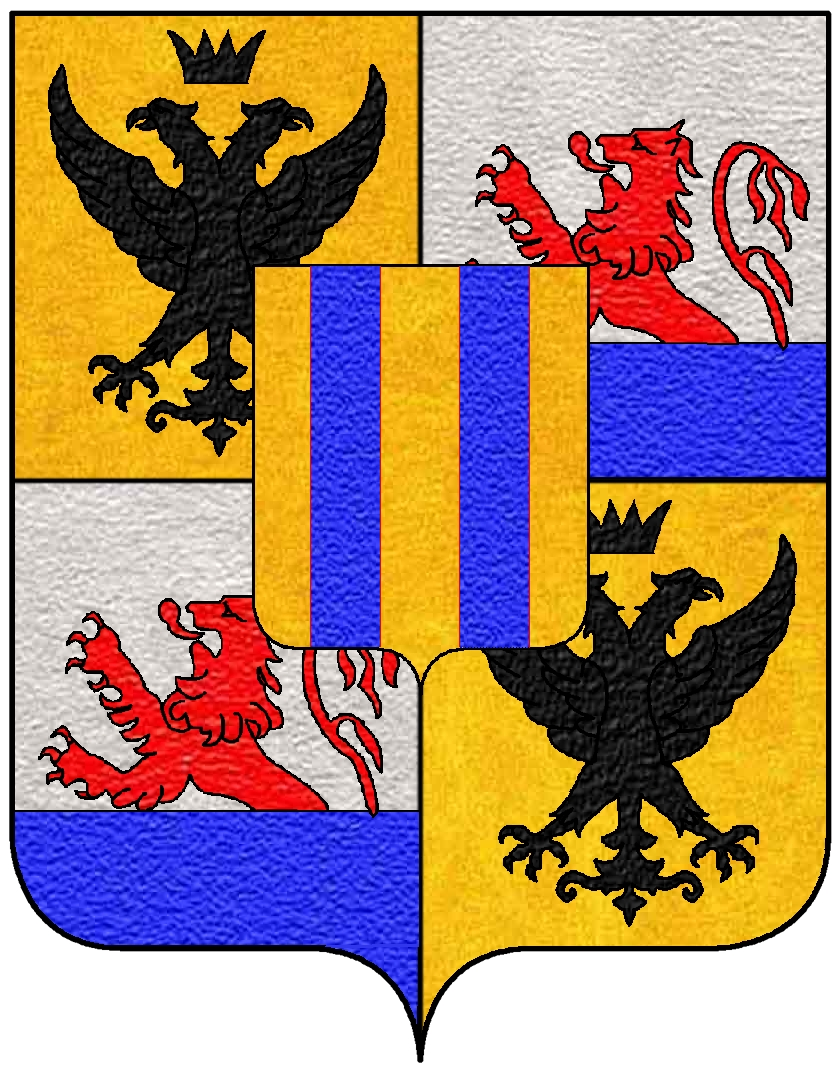
Stemma dei Valenti Gonzaga

Palazzo Valenti Gonzaga è un edificio storico di Mantova, sito in via Pietro Frattini 7.

## Storia
Abitato sin dal XVI secolo dalla nobile famiglia dei marchesi Valenti Gonzaga che ne fece la propria dimora, fu ristrutturato in stile barocco nel 1670 dall'architetto fiammingo Frans Geffels. La facciata è opera dell'architetto Nicolò Sebregondi (1585-1652), che edificò anche Villa La Favorita alle porte della città.
Nel palazzo ebbe i natali Silvio Valenti Gonzaga, futuro cardinale nel 1738 e collezionista di opere d'arte, prozio di Luigi Valenti Gonzaga, anch'egli cardinale.
La famiglia Valenti Gonzaga seguì il declino dei Gonzaga e la dimora fu col tempo abbandonata fino agli anni novanta del 1900, quando subì un radicale restauro che portò il palazzo agli antichi splendori.
Nel piano nobile, finemente affrescato, ha sede la “Galleria Museo Valenti Gonzaga”, dove
sono esposte mostre d'arte permanenti e temporanee, che includono affreschi del pittore fiammingo Frans Geffels, e diciotto statue attribuite allo scultore comasco Giovanni Battista Barberini (1625-1691) e una collezione di libri antichi e rari.
A sinistra di Palazzo Valenti Gonzaga è situato un altro storico edificio, la quattrocentesca Casa della Beata Osanna Andreasi, ora adibita a museo.